# Kumowiszcze
Kumowiszcze (ukr. Кумовище, Kumowyszcze) – wieś na Ukrainie, w obwodzie wołyńskim, w rejonie łuckim, w hromadzie Horochów, nad rzeką Lipą. W 2001 roku liczyła 34 mieszkańców.
Do 2020 w rejonie horochowskim. 

## Historia
Pod koniec XIX wieku wieś w gminie Skobełka, w powiecie włodzimierskim.